# Slottet Badhra
Slottet Badhra (på albanska Kalaja e Badhrës), är ett slott i Albanien, beläget sydväst om byn Borshi, 7 km från orten Ftera.